# Luigi Incisa Beccaria di Santo Stefano
Luigi Incisa Beccaria di Santo Stefano (Grognardo, 11 novembre 1813 – Torino, 30 gennaio 1900) è stato un militare italiano.

## Biografia

Stemma della famiglia Beccaria Incisa

Luigi Incisa Beccaria di Santo Stefano nacque nel 1813 a Grognardo, figlio di Benedetto, conte di Santo Stefano Belbo, e di Teresa Grimaldi del Poggetto.
Intrapresa la carriera nell'esercito, prese parte alla Prima guerra d'indipendenza italiana combattendo nelle campagne del 1848-1849 e nuovamente poi alla Seconda guerra d'indipendenza italiana ove ottenne il grado di Tenente Generale dell'esercito.
Dopo la proclamazione dell'unità d'Italia, rimase nell'esercito e dal 17 luglio 1869 al 17 maggio 1877 ricoprì il ruolo di comandante generale dell'arma dei carabinieri.
Antonio Manno lo definì personaggio di gran senno, grande pietà, rispettatissimo.